# حشره‌خوار خاکستری کاکروم
 حشره‌خوار خاکستری کاکروم (نام علمی: Notiosorex cockrumi) نام یک گونه از سرده حشره‌خوار خاکستری است.